# 洪斯布鲁克城堡
洪斯布鲁克城堡（荷蘭語：Kasteel Hoensbroek）是荷蘭規模最大的城堡之一。城堡開始修建於1360年，由於地處貿易路線的中繼點，因此這座城堡有著非常重要的戰略位置。洪斯布鲁克城堡在歷史上經過多次擴建之後才達到現在的規模。

## 画廊

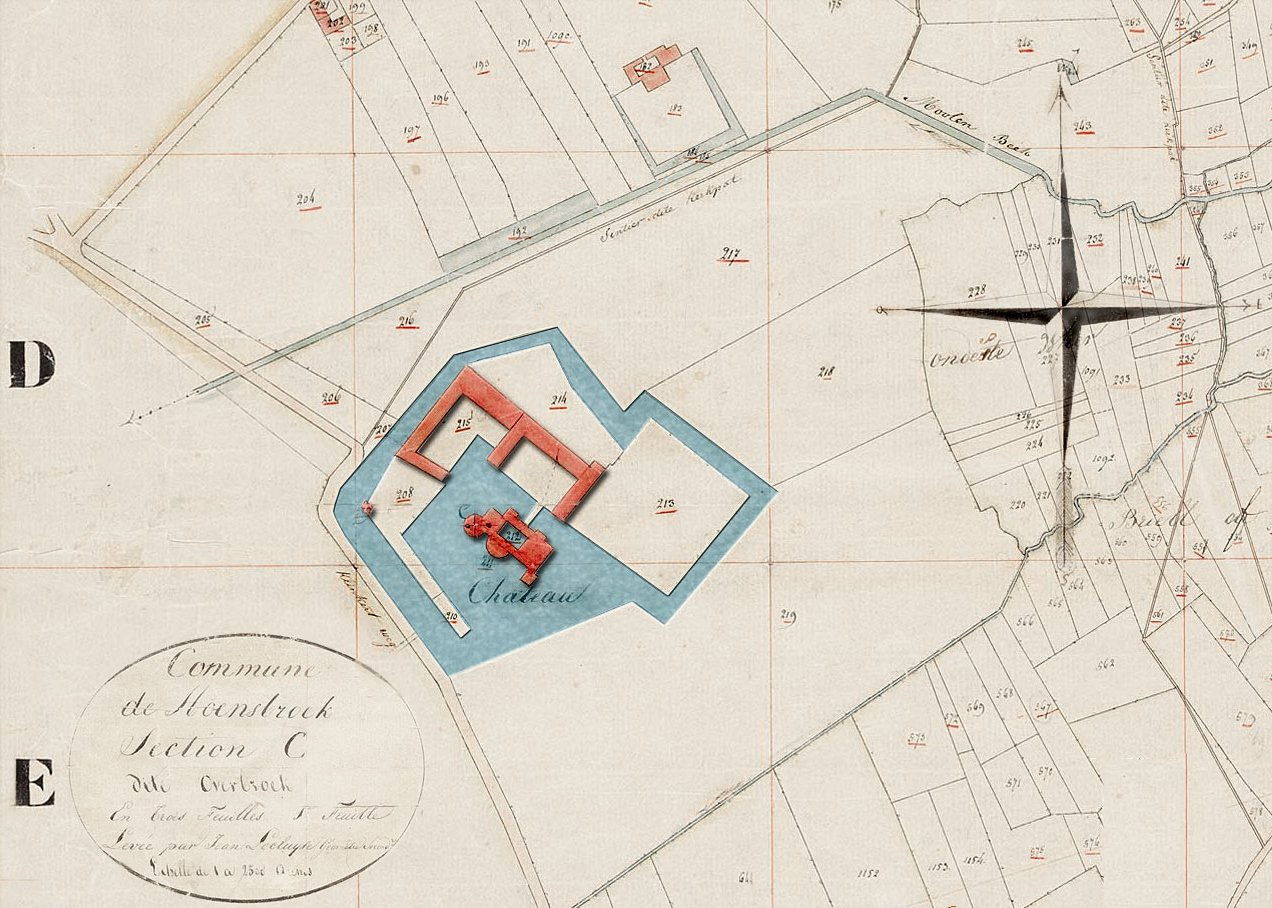
1823年地图
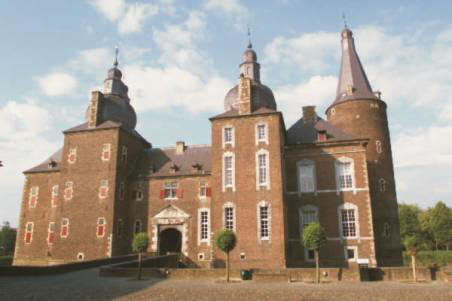
城堡正面
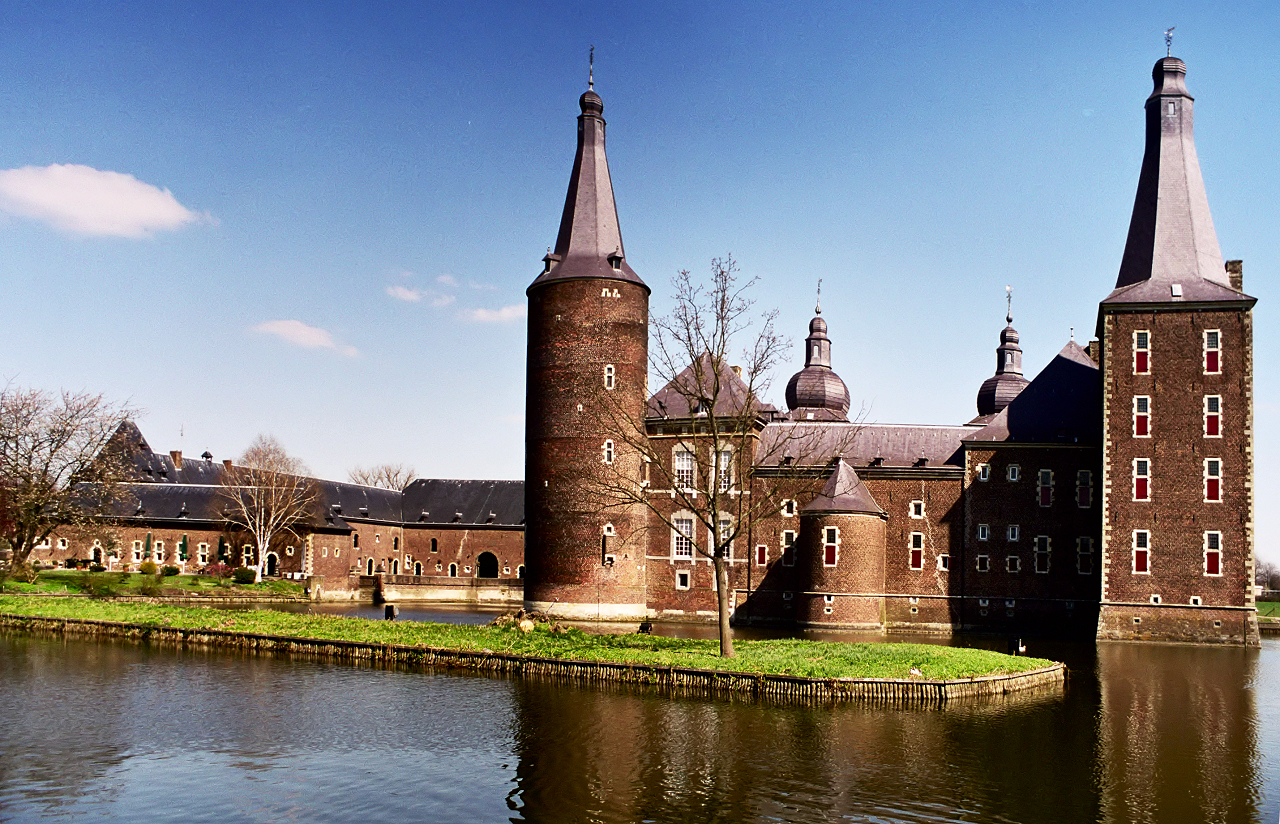
2003年的城堡